# ボリショイグム
ボリショイグム（ロシア語 :Большой ГУМ）は、ロシア極東沿海州の州都・ウラジオストクにある歴史的商業施設。

## 概要
ボリショイとはロシア語で大きいという意味。ウラジオストクのスヴェトランスカヤ通りにあり、ウラジオストクの中で最も壮麗な建物である。その建設は1882年から1884年にかけて商社「Kunst&Albers」の依頼を受けたドイツ人の建築家ゲオルグ・ユングヘンデルが建設を担った。総重量55トンの124個の鉄桁、25トンの床カラー・タイル、2000枚の薄鋼板やセメントなどの建設材は全てヨーロッパから船で運ばれた。そしてウラジオストク史上初の石造りの店舗が1884年4月1日にオープンした。1893年に当初のビルがリニューアルされ、現在の外観となった。装備のレベルが自主電力、スチーム暖房、電話、エレベーターなどを含めて当時のウラジオストクにとっては贅沢で近代的な建物であった。2018年には125周年を迎えた。
モダン様式の外観、特殊レンガ、古代ドイツ叙事文学の登場人物を描く浮彫り、海の商業を象徴するアンカーを握る天使と、古代商人の守護神のマーキュリーの杖を握る天使の彫像などがある。商社「Kunst&Albers」は1930年に廃業したので、1931年から百貨店としての営業を開始した。
2012年近くに新館のマールィグムが完成したため百貨店としての使命は終わったが、現在ではZARAが主なテナントとして入居している。なお1階にはカフェがある。建物の老朽化により現在は2階と3階には店舗が入っていない。建物の裏にあった古風なレンガ造りの倉庫群は、グム・オールド・コートヤードとして再開発され若者に人気の商業施設となっている。

## 関連リンク
- ボリショイグム(ロシア語)